# 殷昭举
殷昭举（1972年7月—），男，汉族，安徽砀山人，中华人民共和国政治人物，中国共产党党员，第十三届全国人民代表大会广东地区代表。现任中共清远市委书记。

## 生平
2016年6月任潮州市委副书记、市政府市长候选人。2017年2月当选为潮州市政府市长。2020年9月任清远市委书记。